# Аси-Кейи
Территориальный парк Аси-Кейи (англ. Asi Keyi Territorial Park) — парк территории Юкон, Канада, официальное оформление которого планировалось завершить в 2011 году. Парк находится на западе Юкона, на границе со штатом Аляска, США. На территории парка расположен ледник Клутлан, гора Константин и плато Волверин.
Парк Аси-Кейи является частью заповедника дикой природы Клуэйн и граничит с национальным парком Клуэйн на юге. На территории парка расположен ледник Клутлан, покрытый метровым слоем вулканического пепла после извержения, случившегося около полутора тысяч лет назад. Вулканический пепел стал благодатной почвой для широкого круга растений. Кроме того, Аси-Кейи включает плато Волверин, на котором произрастают уникальные для региона растения Берингии.
Территориальный парк Аси-Кейи в настоящее время не подпадает под действие акта о парках и территориях Юкона. Парк определён в финальном соглашении с индейцами Клуэйн, проживающими на его территории. Соглашение с индейцами Уайт-Ривер ещё не подписано, но предполагается включение пункта о территориальном парке и в него. В 2009 году был создан комитет, разрабатывающий план развития парка, включающий представителей правительства Юкона и двух индейских общин, проживающих на предполагаемой территории парка. Комитет планировал закончить работу по формированию парка в 2011 году.